# Czterdziesty pierwszy (album)
Czterdziesty pierwszy – dwupłytowy album wydany 1 października 2004 przez Kazika Staszewskiego.
Tytuł płyty początkowo miał brzmieć Stalingrad, inspirowany niemieckim filmem Josepha Vilsmaiera o tym samym tytule. Następnym rozważanym tytułem był 40, gdyż album miał być wydany na 40. urodziny Kazika. W rzeczywistości został wydany rok później i stąd zmiana tytułu.
Album promowała piosenka „Polska płonie”. Na płycie znalazł się również m.in. „Idol” (stanowiący parodię jury z popularnego programu rozrywkowego Idol), a także cover piosenki Andrzeja Rosiewicza „40 lat minęło…” oraz piosenki z repertuaru poprzednich zespołów Kazika – „Anarchia w WC” grupy Poland oraz „Schizofremja” formacji Novelty Poland.

## Utwory
CD1:
1. "Stalingrad (Adam und Klara)"
2. "Bomba"
3. "Idol"
4. "Maria"
5. "Down in the another hole"
6. "Pani Katarzyna"
7. "Zielone karty"
8. "Anarchia w WC"
9. "Czego zechcesz synu, gdy wszystkiego masz już w bród?"
10. "Nasza kompania"
11. "Sfizohremja"
12. "Dzisiaj przyjeżdża Krysia"

CD2:
1. "Kryzys energetyczny"
2. "George W. Bush kocha Polskę"
3. "Tortury"
4. "Chopie, nie szalej!"
5. "Czasem mi się zdaje"
6. "Lili Marleen"
7. "Dzisiejszy styl"
8. "Proces bandy Gorfryda"
9. "Paraliż!"
10. "Na lewo most, na prawo most"
11. "Polska płonie"
12. "40 lat minęło"

Muzycy:
- Kazik Staszewski – realizacja, produkcja, kompozycja, teksty, wokale, saksofon, sample
- Olaf Deriglasoff – gitara basowa, gitary, wokal, klawisze,
- Wojciech Jabłoński – perkusja, gitary,
- Andrzej Izdebski – gitary, wokale, klawisze,
- Jacek Majewski – instrumenty perkusyjne,
- Janusz Zdunek – trąbka,
- Tomasz Glazik – saksofon tenorowy, barytonowy, sopranowy i altowy,
- Michał Kwiatkowski – gitara basowa,
- Krzysztof Banasik – waltornia,
- Ryszard Olejniczak – skrzypce,
- Salwador Szurlej – gitara,
- Dariusz Szurlej – wokal,
- Kajetan Aroń – nagranie,

## Sprzedaż
| Oficjalna Lista Sprzedaży OLiS |    |    |    |    |    |    |    |    |    |    |    |    |    |    |    |    |    |    |    |    |    |    |    |    |    |
| Tydzień                        | 01 | 02 | 03 | 04 | 05 | 06 | 07 | 08 | 09 | 10 | 11 | 12 | 13 | 14 | 15 | 16 | 17 | 18 | 19 | 20 | 21 | 22 | 23 | 24 | 25 |
| Pozycja                        | 1  | 1  | 1  | 1  | 3  | 3  | 5  | 10 | 15 | 18 | 19 | 15 | 13 | 20 | 42 | 15 | 18 | 40 | 47 | -  | 40 | -  | -  | -  | -  |